# Consiglio di giustizia amministrativa per la Regione siciliana
Il Consiglio di giustizia amministrativa per la Regione siciliana (CGA) è il massimo organo della giustizia amministrativa operante in Sicilia.

## Storia
Il CGA venne istituito con un decreto del 6 maggio 1948, che applicava così l'articolo 23 dello Statuto della Regione Siciliana dopo la nascita della Repubblica Italiana. Nel 2003, l'istituzione fu riformata con un decreto legislativo.

## Competenze e funzioni
Grazie all'autonomia speciale, la Regione Siciliana ha competenza esclusiva su una serie di materie (ovverosia su di esse ha una potestà legislativa piena), e lo statuto speciale del 1946 prevede altresì propri organi in materia di giustizia amministrativa e contabile.
In Sicilia in primo grado vi è TAR con sede a Palermo e sezione distaccata a Catania. Le decisioni e le ordinanze dei TAR possono essere appellate davanti al CGA, organo che svolge nell'isola le funzioni proprie del Consiglio di Stato e che il D.Lgs. 24 dicembre 2003, n. 373, qualifica come sezione distaccata dello stesso.. È suddiviso in sezioni consultive e giurisdizionali.
Il Consiglio di giustizia amministrativa è presieduto da un presidente di Sezione del Consiglio di Stato. Al Consiglio sono destinati altri due presidenti di Sezione del Consiglio di Stato, di cui uno, con funzioni di presidente aggiunto del Consiglio di giustizia amministrativa, preposto alla Sezione consultiva e l'altro assegnato alla Sezione giurisdizionale. Il presidente aggiunto del Consiglio di giustizia amministrativa sostituisce il presidente nello svolgimento dei compiti organizzativi e di gestione dell'ufficio a lui spettanti in caso di sua assenza, impedimento o delega.
Al Consiglio di giustizia amministrativa sono, altresì, assegnati sei magistrati appartenenti al Consiglio di Stato.
Il presidente del Consiglio di giustizia amministrativa, all'inizio di ciascun anno, assegna quattro consiglieri di Stato alla Sezione giurisdizionale e due alla Sezione consultiva. Ove manchi in una Sezione il numero di consiglieri necessario per deliberare, il presidente del Consiglio di giustizia amministrativa provvede ai sensi dell'articolo 12, secondo comma, del regio decreto 26 giugno 1924, n. 1054.

## Composizione
È costituito da membri togati (che sono magistrati del Consiglio di Stato), e da membri laici, designati dalla Giunta regionale siciliana, in carica 6 anni non rinnovabili.
La Sezione consultiva del Consiglio di giustizia amministrativa è composta da:
- a) il presidente preposto alla Sezione consultiva, che la presiede;
- b) due consiglieri di Stato;
- c) un prefetto della Repubblica;
- d) cinque componenti in possesso dei requisiti di cui all'articolo 106, terzo comma, della Costituzione per la nomina a consigliere di Cassazione ovvero di cui all'articolo 19, primo comma, numero 2), della legge 27 aprile 1982, n. 186.

Per la validità delle deliberazioni della Sezione consultiva occorre il voto di non meno di quattro membri della Sezione, tra cui almeno un magistrato del Consiglio di Stato. Le deliberazioni sono adottate a maggioranza. In caso di parità, prevale il voto espresso dal presidente.
La Sezione giurisdizionale del Consiglio di giustizia amministrativa è composta da:
- a) il presidente del Consiglio di giustizia amministrativa, che la presiede;
- b) il presidente assegnato alla Sezione giurisdizionale;
- c) quattro consiglieri di Stato;
- d) quattro componenti in possesso dei requisiti di cui all'articolo 106, terzo comma, della Costituzione per la nomina a consigliere di Cassazione ovvero di cui all'articolo 19, primo comma, numero 2), della legge 27 aprile 1982, n. 186.

Il collegio giudicante è composto da uno dei due presidenti della Sezione, da due consiglieri di Stato e da due dei membri indicati nella lettera d) del comma 1.
In sede giurisdizionale il Consiglio di giustizia amministrativa esercita le funzioni di giudice di appello contro le pronunce del Tribunale amministrativo regionale per la Sicilia.